# جی‌دی اکس ته‌یانگ
جی‌دی اکس ته‌یانگ (انگلیسی: GD X Taeyang؛ همچنین با نام GDYB نیز شناخته می‌شود) گروه موسیقی دوتایی اهل کره جنوبی متشکل از جی دراگون و ته‌یانگ از گروه پسرانه کره‌ای بیگ بنگ بود که توسط وای‌جی انترتینمنت شکل گرفت. پس از چندین سال فعالیت انفرادی، این دو به صورت رسمی تک‌آهنگ «پسر خوب» را در سال ۲۰۱۴ منتشر کردند که در صدر جدول ترانه‌های دیجیتال جهانی بیلبورد قرار گرفت و بیش از یک میلیون نسخه دیجیتال در کره جنوبی فروخت.